# Clitellio orientalis
Clitellio orientalis is een ringworm uit de familie van de Naididae. De wetenschappelijke naam van de soort is voor het eerst geldig gepubliceerd in 1991 door Finogenova.